# Диспансер
Диспансе́р ([dʲɪspɐnˈsɛr], от фр. dispensaire, восходит к лат. dispenso «распределяю») — специальное лечебно-профилактическое медицинское учреждение, оказывающее медицинскую помощь определённым группам населения и осуществляющее систематическое наблюдение за состоянием их здоровья.
Диспансеры осуществляют выявление больных в ранней стадии заболеваний систематически организуемыми массовыми профилактическими и целевыми обследованиями населения; взятие на учёт нуждающихся в лечении; тщательное обследование и оказание квалифицированной и специальной лечебной помощи им; активное динамическое наблюдение (патронаж) за состоянием здоровья взятых на учёт; подробное изучение условий труда, быта больных и совместно с санитарно-эпидемиологическими станциями устранение факторов, вредно влияющих на здоровье взятых на диспансеризацию и окружающих их лиц — членов семьи, а также проживающих и работающих с ними.

## Виды диспансеров
В России существуют следующие виды диспансеров:
- противотуберкулёзный
- кожно-венерологический
- онкологический
- психоневрологический
- трахоматозный
- зобный
- врачебно-физкультурный
- эндокринологический
- наркологический
- кардиологический
- ортопедический
- офтальмологический

## Структура диспансеров
В структуре диспансера, как правило, предусматриваются поликлиническое отделение, стационар, диагностические подразделения (лаборатория, процедурный кабинет и др.). В целях более рациональной организации медпомощи населению маломощные диспансеры, в которых работает по 2—4 врача, целесообразно преобразовывать в специализированные отделения (кабинеты) центральных районных больниц и городских поликлиник.

## Из истории
Первые диспансеры в Москве открылись в начале XX века для пациентов, страдающих туберкулёзом. Так, в 1904 году «Дамское попечительство о бедных» открыло туберкулёзный диспансер у лечебницы Святой Софьи. За следующие 9 лет «Русское общество охранения народного здравия» организовало в Москве уже́ четыре подобных диспансера. Первый венерологический диспансер в России ведёт свою историю с 1921 года, когда ему было выделено здание на Петровке. Интересно, что в Москве в 1924 году был открыт первый в мире диспансер по лечению заболеваний психики (в 1928 году переименован в НИИ нервно-психиатрической профилактики). На сегодня в Москве действуют несколько десятков диспансеров — врачебно-физкультурные, кожно-венерологические, наркологические, онкологические, противотуберкулёзные, психоневрологические и другие.